# Ян ван Ейк
Ян ван Ейк (на нидерландски: Jan van Eyck) е фламандски художник. Най-известното му произведение е Гентския олтар, но има и много картини на мадони и портрети, новаторски за времето си, заради индивидуалното изобразяване на лицата.

## Биография
Ян ван Ейк е роден в околностите на старинния град Маасейк в долината на река Маас – една от трите големи реки, другите са Рейн и Шелда. Ранните години на живота му да са забулени в неизвестност. В архивите се споменава Хуберт ван Ейк вероятно по-голям брат на Ян, починал през 1426 г. До смъртта на Хуберт двамата работели винаги заедно:с. 191 Има и друг брат, Ламберт, също художник, който след смъртта на Ян ван Ейк поема студиото му.
През октомври 1422 г. е записан като varlet de chambre et peintre (почетен адютант и художник) в двора на Йохан III, граф на Холандия.
Земята на ранното му детство е осеяна с паметници на романската архитектура и той с любов рисува техните очертания в задните планове на своите картини. Пътува много – не само из Нидерландия (работи украсата на замъка на холандските графове в Хага, после в Брюге, в Лил и др.), но също и в Испания, Англия, Португалия. Интериорите и задните планове в картините му показват, че най-близък му е светът на собствената му северна родина – нидерландските градове, чиято архитектура е още под знака на Късната готика. Самият художник купува свой дом в град Брюге – една от онези тясно прилепнали една до друга къщи със стръмни, стъпаловидни покриви, толкова характерни за северноевропейските градове от онова време. Съпругата му ражда десет деца. Върху рамка, имитираща порфир, на портрета, който ѝ рисува (Маргарита ван Ейк), е написано: „Съпругът мой Ян ме завърши на 17 юни 1439 година. Възрастта ми е 30 години. Както умея.“ Думите „както умея“ са като девиз, който художникът поставя на по-късните си творби. Тълкуват ги като декларация, че е сторил всичко, което му е позволявало умението, но и като знак на творческо самочувствие.
От 1425 г. Ян ван Ейк е записан в архивите като придворен художник на Филип Добрия, херцога на Бургундия, той има титлата „valet de chambre“ – на наш език нещо като дворцов интендант – и се ползва с различни привилегии; херцогът му подарява златна верижка, два коня и става кръстник на децата му; има право да държи лакей с ливрея и пр.), било в други документи, като разписка за пари, внесени в църквата „Св. Донат“ в Брюге за неговото погребение – 9 юли 1441 година.
Ян ван Ейк извършва многобройни пътувания по поръчение на неговия господар. Тези възможности са редки за онова време, когато всеки е почти закрепостен в своето съсловно или поминъчно съществуване. Филип Добрия го изпраща в Испания и Португалия през 1427 – 1428 г. в състав на пратеничество, което да договори сватбата на Филип за португалската принцеса Изабела. Ван Ейк има задача да нарисува портрет на булката. Той прави два, които били изпратени на херцога заедно с проект на брачния договор, но нито един от двата не е запазен до наши дни, известни са само копия.

## Възгледи
Ян ван Ейк е и необикновено просветен в християнската и класическата литература, но разбира и от ботаника (безбройните цветя, дървета и растения, които се срещат в картините му, са нарисувани сякаш от ботаник), и от химия (открива своя нова живописна техника, разработва нови съставки на маслената живопис), занимава се с геометрия и математика. Той не степенува явленията на важни, по-малко важни и съвсем незначителни, защото изповядва идеалите на една нова философия, която утвърждава присъствието на Бога във всичко, в целия видим свят – пантеизма. Всъщност той има новото за времето разбиране, че божествената и земната природа са единни, но докато божествената остава недостижима за човешкия ум, то земната е всецяло отворена за наблюдение и изучаване. И Ян ван Ейк цял живот прави това – наблюдава, и изучава, и въплътява своите творби един почти необхватен пластичен свят от човешки образи и природа, от вещи и символи. Ван Ейк твори по време, когато и един от най-големите мислители на Европейския Север – Николай Кузански пише своите философски трудове. Интересното е, че без да са в пряко общуване, тези двама велики мъже изповядват едни и същи идеи и така синтезират със слово и образ същината на онова духовно обновление, което ще даде ренесансов тласък на цялата европейска култура.

## По-важни творби
- Crucifixion and Last Judgement diptych (1420 – 1425) – Oil on wood transferred to canvas, 56.5 x 19.5 cm (each painting), Metropolitan Museum of Art, New York („Разпятие“ и „Страшният съд“ – диптих)
- Madonna in the Church (c. 1425) – Oil on wood, 32 x 14 cm, Staatliche Museen, Berlin („Мадона в църквата“)
- Annunciation (c. 1425 – 1430) – Oil on canvas, 93 x 37 cm, National Gallery of Art, Washington („Благовещение“)
- The Stygmata of St. Francis (c. 1428 – 1430) – Oil on panel, 28 x 33, Galleria Sabauda, Turin („Стигмите на Св. Франциск“)
- Portrait of a Goldsmith (Man with Ring; c. 1430) – Wood, 16.6 x 13.2 cm, National Museum of Art of Romania, Bucharest („Портрет на златар“)
- St. John the Evangelist (1432) – Oil on panel, 149.1 x 55.1 cm, Saint Bavo Cathedral, Ghent („Св. Йоан Евангелист“)
- Гентски олтар (1432) – масло върху дърво, Saint Bavo Cathedral, Ghent
- Portrait of a Young Man (Tymotheos; 1432) – Oil on wood, 34.5 x 19 cm, National Gallery, London („Портрет на млад мъж“)
- Madonna with Child Reading (1433) – Oil on wood, 26.5 x 19.5 cm, National Gallery of Victoria, Melbourne („Четяща Мадона с младенеца“)
- Portrait of a Man in a Turban (1433) – Oil on panel, 25.5 x 19 cm, National Gallery, London („Портрет на мъж с тюрбан“)
- Arnolfini Portrait (1434) – Oil on panel, 82 x 59.5 cm, National Gallery, London („Джовани Арнолфини и жена му“)
- The Virgin of Chancellor Rolin (1435) – Wood, 66 x 62 cm, Musée du Louvre, Paris („Девата и канцлер Ролин“)
- Portrait of Niccolò Albergati (c. 1435) – Oil on panel, 34 x 27.5 cm, Kunsthistoriches Museum, Vienna („Кардинал Николо Албергати“)
- Portrait of a Man with Carnation (c. 1435) – Oil on wood, 40 x 31 cm, Staatliche Museen, Berlin („Човекът с карамфила“)
- Portrait of Baudouin de Lannoy (c. 1435) – Oil on wood, 26 x 20 cm, Staatliche Museen, Berlin
- Portrait of Giovanni Arnolfini (c. 1435) – Oil on wood, 29 x 20 cm, Staatliche Museen, Berlin („Портрет на Джовани Арнолфини“)
- St. Jerome in His Study (c. 1435) – Oil on linen paper on oak panel, 20 x 12.5 cm, Detroit Institute of Arts, Detroit („Св. Йероним“)
- Madonna and Child (Lucca Madonna or Suckling Madonna, 1436) – Oil on panel, 65.5 x 49.5 cm, Städelsches Kunstinstitut, Frankfurt („Мадона с младенеца“)
- The Madonna with Canon van der Paele (1436) – Oil on wood, 122 x 157 cm, Groeningemuseum, Bruges
- Portrait of Jan de Leeuw (1436) – Oil on wood, 24.5 x 19 cm, Kunsthistorisches Museum, Vienna
- St. Barbara (1437) – Grisaille on wood, 31 x 18.5, Royal Museum of Fine Arts, Antwerp („Св. Барбара“)
- Head of Christ (1438), copy – Staatliche Museen, Berlin, and Alte Pinakothek, Munich („Глава на Христос“)
- Portrait of Margareta van Eyck (1439) – Oil on wood, 32.6 x 25.8 cm, Groeningemuseum, Bruges („Портрет на Маргарета ван Ейк“)
- Madonna and Child at the Fountain (1439) – Oil on wood, 19 x 12 cm, Royal Museum of Fine Arts, Antwerp („Мадона с младенеца до фонтана“)
- Annunciation (c. 1440) – Oil on wood, 24 x 39 cm, Thyssen collection, Madrid („Благовещение“)
- Portrait of Christ (1440) – Oak panel, 33.4 x 26.8 cm, Groeningemuseum, Bruges („Портрет на Христос“)